# El Mariel
El Mariel è il secondo album del rapper di Miami Pitbull. Contiene le hit Bojangles, Ay chico (Lengua afuera)  e Dime/Tell Me (Remix).
Il disco ha debuttato alla 17ª posizione di Billboard 200, vendendo 48 000 copie nella prima settimana di pubblicazione. Questa è stata la posizione più alta raggiunta in classifica. L'album ha venduto un totale di 189 499 copie.

## Tracce
1. "Intro" - 1:56
2. "Miami Shit" -  3:22
3. "Come See Me" - 3:07
4. "Jealouso" - 4:03
5. "¿Qué Tú Sabes De Eso?" (featuring Fat Joe & Sinful) -  4:03
6. "Fademaster Skit" - 0:37
7. "Be Quiet" - 3:22
8. "Ay chico (Lengua afuera)" -  3:25
9. "Fuego" - 3:49
10. "Rock Bottom" (featuring Bun B & Cubo) - 4:31
11. "Amanda Diva Skit" - 0:41
12. "Blood Is Thicker Than Water" (featuring Redd Eyezz) - 4:05
13. "Jungle Fever" (featuring Wyclef Jean & Oobie) - 4:02
14. "Hey You Girl" - 3:46
15. "Raindrops" (featuring Anjuli Stars) - 4:15
16. "Voodoo" - 3:47
17. "Descarada (Dance)" (featuring Vybz Kartel) -  3:02
18. "Dime (Remix)" (featuring Ken-Y) - 5:07
19. "Bojangles (featuring Lil' Jon & Ying Yang Twins) - 4:29
20. "Born N Raised" (DJ Khaled featuring Pitbull, Trick Daddy, & Rick Ross) - 4:16
21. "Outro" - 1:10
22. "We Run This" (ITunes Bonus Track)

## Bonus DVD
1. The Making of El Mariel
2. Bojangles (Remix) Video
3. Bojangles Live Video
4. La Esquina: Trading Races